# غوستافو بوكارو
غوستافو بوكارو (بالإسبانية: Gustavo Bucaro)‏ (مواليد 26 أغسطس 1974) هو سبّاح غواتيمالي، مثّل بلاده في الألعاب الأولمبية الصيفية 1992.

## روابط خارجية
غوستافو بوكارو على موقع أوليمبيديا (الإنجليزية)